# مطار فالا
مطار فالا (بالفنلندية: Vaalan lentokenttä)‏ هو مطار في فالا، فنلندا، يبعد حوالي 8 كيلومتر (5 ميل) من الجنوب إلى الجنوب الغربي من مركز بلدية فالا.

## روابط خارجية
- VFR Suomi / فنلندا - مطار فالا
- Lentopaikat.net - مطار فالا باللغة الفنلندية